# 16. SS-Panzergrenadier-Division „Reichsführer SS“
Die 16. SS-Panzergrenadier-Division „Reichsführer SS“ war eine Panzergrenadier-Division der Waffen-SS. Die Einheit war aus dem persönlichen Bataillon des Reichsführers SS hervorgegangen.
Angehörige der Division waren für das Massaker von Sant’Anna di Stazzema am 12. August 1944, das Massaker von Fivizzano im August 1944 und das Massaker von Marzabotto am 29. und 30. September 1944 in Italien verantwortlich. Die Art der strafrechtlichen Aufarbeitung der Tötungen und Morde durch ehemalige Divisionsangehörige belastete lange Zeit das deutsch-italienische Verhältnis.

## Geschichte

### Vorgeschichte
Bei der Aufstellung der 16. SS-Panzergrenadier-Division „Reichsführer SS“ griff die Führung der Waffen-SS auf bereits existierende SS-Einheiten zurück. Der seit Sommer 1941 existierenden Kommandostab Reichsführer SS nahm auf die Aufstellung der neuen Division maßgeblichen Einfluss, als er Mannschaften des ihm unterstellte SS-Begleit-Bataillon und der 3. SS-Panzer-Division „Totenkopf“ für die Aufstellung heranzog. Denn der SS-Kommandostab Reichsführer SS und die beiden zuvor genannten Truppenteile „gelten nach Martin Cüppers als Wegbereiter der Shoa“, die die Vernichtung der Juden in der Sowjetunion begannen.

#### SS-Begleit-Bataillon
Aufgestellt im Frühjahr 1941 in Oranienburg. Das SS-Begleit-Bataillon wurde als Wacheinheit für die Sicherung von Himmlers Feldquartier Hegewald aufgestellt. Am 22. Juni 1941 alarmiert und Richtung Osten nach Polen in den Raum Lyck östlich des Truppenübungsplatz Arys verlegt. Anfang September Verlegung an die Ostfront mit Marsch über Pleskau nach Luga. Von dort in den Kampfraum südlich der Newa nördlich von Nikolskoje, hierbei kam es um den 19. September zu vereinzelten Angriffen durch verstreute russische Truppen oder Partisanen auf rückwärtige deutsche Truppen. Nach dem 3. Oktober verlustreicher Einsatz bei der 122. Infanterie-Division. Am 20. Juni 1942 zur Auffrischung wieder nach Deutschland verlegt.
Im Jahresverlauf 1942 bei der Partisanenbekämpfung in der Ukraine und Weißrussland eingesetzt. Bei diesen Aktionen wurden zahlreiche Dörfer vernichtet und viele Zivilisten umgebracht.

#### SS-Sturmbrigade Reichsführer-SS
Ende 1942 kam das SS-Begleit-Bataillon in ein Ausbildungslager in Ostpreußen und verlegte später in die Bretagne. Durch die Zuführung von Heereseinheiten wurde der Verband auf Brigadestärke gebracht und im Februar 1943 in SS-Sturmbrigade Reichsführer-SS umbenannt. Geführt wurde es von SS-Obersturmbannführer Karl Gesele. Im Juli 1943 wurde die neue SS-Brigade nach Italien verlegt und kam dort gegen italienische und französische Truppen und Partisanen zum Einsatz. Hierbei war der Verband an der Erstürmung der korsischen Hauptstadt Bastia eingesetzt, nachdem sich die italienische Besatzung dort geweigert hatte, sich nach dem einseitigen Waffenstillstand der italienischen Regierung am 8. September 1943 entwaffnen zu lassen.
Nach dem Einsatz auf Korsika kam der Ende September 1943 für die SS-Brigade der Befehl den Verband in eine Panzergrenadierdivision umzugliedern, hierfür verlegte die Brigade Anfang Oktober auf das italienische Festland nach Oberitalien zurück.

### 16. SS-Panzergrenadier-Division Reichsführer-SS

#### Aufstellung

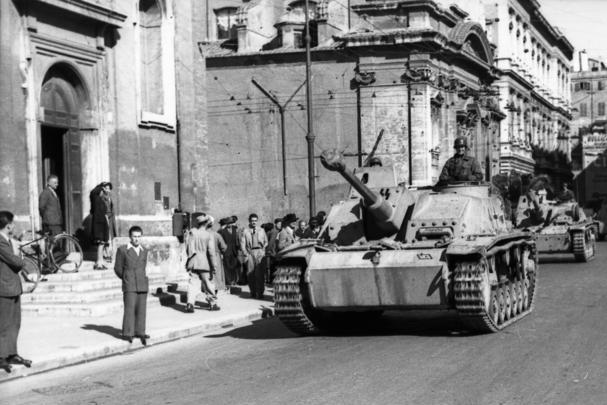
Auf dem Weg an die Front in Süditalien passieren Teile der 16. SS-Panzer-Division „Reichsführer SS“ die Stadt Rom

Im Herbst 1943 hatte Hitler die Aufstellung der neuen Division befohlen. Der Verband wurde am 3. Oktober 1943 in Laibach gebildet, dabei bildete die SS-Sturmbrigade „Reichsführer SS“ das Stammpersonal.
Es wurden folgende Truppenteile gebildet:
- SS-Panzergrenadier Regiment 33 (I.–III. Bataillon / ab 12. November mit der Regimentsnummer 35)
- SS-Panzergrenadier Regiment 34 (I.–III. Bataillon / ab 12. November mit der Regimentsnummer 36)
- SS-Panzer Abteilung 16 (1.–4. Kompanie)
- SS-Panzer-Aufklärungs-Abteilung 16 (1.–5. Kompanie)
- SS-Sturmgeschütz Abteilung 16 (1.–3. Batterie)
- SS-Flak-Abteilung 16 (1.–4. Batterie)
- SS-Pionier Bataillon 16 (1.–3. Kompanie)
- SS-Feldersatz-Bataillon 16 (1.–5. Kompanie)
- SS-Nachrichten Abteilung 16 (1.–2. Kompanie)

und SS-Nachschubeinheiten 16
Die Aufstellung erfolgte schleppend, es fehlte an Personal und Material. Teilweise wurde Führungspersonal von der 3. SS-Panzer-Division „Totenkopf“ zugeführt, bei der eine Personalrotation mit dem Bewachungspersonal der Konzentrationslager üblich war, um dem Personal Fronterfahrung zu verschaffen. Ein Teil der neuen Division befand sich in Laibach, aber der größte Teil bildete die Einsatzreserve im Raum Lucca.
Schon während der Aufstellungszeit wurde das SS-Panzergrenadier Regiment 36 und die SS-Flak Abteilung 16 bis April 1944 im Raum Nettuno in Italien eingesetzt.
Die 16. SS-Panzergrenadier-Division wurde zum Jahreswechsel 1944 in Baden nahe Wien zusammengeführt und schloss die Ausbildung im Divisionsverband im Raum Debreczen ab. Hierzu war der Verband von Januar bis Anfang April dem Befehlshaber des Ersatzheeres unterstellt und danach für die abschließende Versammlung dem Befehlshaber Ostungarn.
Die Verlegung der gesamten Division nach Norditalien erfolgte im Mai 1944, mit dem Befehl die Küste der Toskana im Abschnitt Carrara-Livorno gegen, eine eventuelle Landung der Alliierten zu sichern.
Als die Division Ende Mai in Italien eintraf, betrug der Fehlbestand des Personals etwa 40 Prozent, nur zwei Drittel der schweren Maschinengewehre war vorhanden, es fehlten Waffen der Artillerie und der Flak. Die gepanzerten Einheiten hatten keine Panzer, von den gebrauchten Sturmgeschützen, die ihnen die Fallschirm-Panzer-Division 1 Hermann Göring überließ, waren lediglich 20 Prozent einsatzfähig. Viele junge SS-Männer, die neu rekrutiert worden waren, waren kaum oder schlecht für ihre Aufgaben ausgebildet und hatten keine Kampferfahrung.

#### Abwehrkämpfe im Raum Suvereto-Belvedere
Im Laufe des Monats Juni wurden einzelne Einheiten der Division, die dem LXXXV. (85.) Armee Korps der Armeegruppe Zangen der Heeresgruppe C unterstellt war, an die Front im Raum nordostwärtig von Grosseto und Follonica verlegt. Am 26. Juni begannen die Kämpfe im Raum Suvereto-Belvedere. Die SS-Panzer-Aufklärungs-Abteilung 16 und das II. Bataillon des SS-Panzergrenadier-Regiment 35 sollten den Vorstoß der 34th US Infantry Division verhindern. Die amerikanische Division stieß hierbei erstmals seit der Befreiung von Rom auf harten Widerstand, der die deutschen Verteidiger hohe Verluste kostete. Während bei den deutschen Nachbardivisionen Frontdurchbrüche durch die Alliierten erzwungen wurden, hielt die SS-Division die eigene Linie.
Bei den folgenden Gefechten bei Cecina und Livorno wehrte sie vier Angriffe ab. Die Verluste des SS-Verbandes waren enorm, beispielsweise verlor das II. Bataillon des SS-Panzergrenadier Regiment 36 neben vielen Soldaten auch alle Fahrzeuge. Von der 6. Kompanie / SS-PzGren Rgt 36 überlebten beispielsweise lediglich sechs Mann. Diese ersten Kampfeinsätze der 16. SS-Panzergrenadier-Division „Reichsführer SS“ demoralisierten die Truppe erheblich.
Für den Monat Juni 1944 ist ein personeller Austausch des II./PzGren Rgt 35 mit dem SS-Begleit-Bataillon belegt.
Anfang Juli 1944 verlagerten sich die Kämpfe um das Städtchen Cecina südostwärts von Livorno. Harte Kämpfe fanden vor allem um Rosignano und Castellina statt.
Der folgende Rückzug führte die Division am 19. Juli 1944 über den Arno in den Raum um Pisa, Lucca und Carrara.
Im August erfolgte die Unterstellung der Division beim XIV. (14.) Panzer Korps der 14. Armee.

#### Arno-Stellung
Am Nordufer des Arno bezog die Division Ende Juli 1944 eine neue Stellung, die bis Anfang September 1944 gehalten wurde. In den Kämpfen südlich von Pisa und Livorno verlor die 16. SS-Panzergrenadier-Division mindestens 3000 Führer, Unterführer und Mannschaften.
Der Panzerjäger-Abteilung der Division wurden im September 1944 für eine Neuausrüstung zehn Jagdpanzer 38 zugeteilt.
Die Division wurde in der zweiten Hälfte des Monats September aus dem Carrara-Massiv in den Raum südwestlich von Bologna verlegt.
Im Oktober 1944 wurde die Division dem I. Fallschirmjäger Korps der 14. Armee im Raum Bologna unterstellt.

#### Verlegung an die Adria-Front
Nach Kämpfen im etruskischen Apennin, südwestlich von Bologna, im Herbst 1944, wurde die Division an die Adria-Front verlegt.
Ab November unterstand das I. Fallschirmjäger Korps der 10. Armee der Heeresgruppe C.
Im Dezember 1944 wurde für das SS-Artillerie Regiment 16 eine neue III. Abteilung gebildet. Die bisherige III. Abteilung wurde zur IV. Abteilung.
Im Januar 1945 wechselte die Division im Raum Bologna zum LXXXIII. Armee Korps der 10. Armee, die dann die letzte Kommandobehörde der Division in Italien.

#### Verlegung nach Ungarn
Im Februar 1945 wurde der Verband mit dem LXXXIII. Armee Korps nach Ungarn verlegt wurde, wo er im Raum Nagykanizsa die herannahende Rote Armee aufhalten sollte.
Zu diesem Zeitpunkt verließ die SS-Sturmgeschütz Abteilung 16 die Division und wechselte als SS-Panzerjäger Abteilung 16 zur neuen 32. SS-Freiwilligen-Grenadier-Division „30. Januar“.

#### Rückzug in die Steiermark
Im Verband des LXXXIII. Armee-Korps zog sich die Division bei Kriegsende im April 1945 in die Steiermark zurück.
Von April bis Mai erfolgt die letzte Unterstellung beim I. Kavallerie Korps der 2. Panzer-Armee.

#### Kapitulation
Die Überlebenden der Division begaben sich bei Kriegsende in west-alliierte Kriegsgefangenschaft.

### Einsatzgebiete
- Oktober 1943 bis April 1944 (Aufstellung und Ausbildung, Einsatz in Ungarn)
- Mai 1944 bis Januar 1945 (Verlegung nach Italien im Bereich der Heeresgruppe C, Küstenverteidigung, dann Fronteinsätze und Partisanenbekämpfung, Massaker bei Sant’Anna di Stazzema, Fivizzano und Marzabotto)
- Januar 1945 bis April 1945 (Erneute Verlegung nach Ungarn)
- April 1945 (Rückzug in die Steiermark im Bereich der Heeresgruppe Süd, mit anschließender Gefangennahme durch die Alliierten)

## Kriegsverbrechen
Ein Großteil der deutschen Kriegsverbrechen in Italien im Jahr 1944 ist von Einheiten der 16. SS-Panzergrenadier-Division „Reichsführer SS“ verübt worden. Der Historiker Carlo Gentile führt die besondere Brutalität der Divisionseinsätze in Italien auf eine ideologische Fanatisierung und rassistische Einstellung gegenüber der Bevölkerung zurück, weil sich auf der Kaderebene Personen durchgesetzt hatten, die bereits vorher besonders brutalisierende Erfahrungen im Vernichtungskrieg gemacht und nicht nur einen flüchtigen Eindruck darin gewonnen hatten. Diesem Führungskader waren junge, wenig ausgebildete, unerfahrene und leicht zu beeinflussende Rekruten unterstellt, deren Lebenserfahrungen, Überzeugungen und Prägungen jederzeit in todbringende Aktionen umschlagen konnten. Gentile prägte für diesen Soldatentypus den Begriff „politische Soldaten“.
Die verbrecherischen Taten der 16. SS-Panzergrenadier-Division „Reichsführer SS“ lassen folgende Muster erkennen:
- Massaker an Zivilisten und Vernichtung von Dörfern
- Hinrichtung von zivilen Gefangenen
- Tötungen aus rassistischen und ideologischen Beweggründen wie die Erschießung von Juden, Geistlichen und arbeitsunfähigen Zivilisten[13]

### Sommer-Herbst 1944
Übergriffe dieser Division gegen Zivilisten in Italien nahmen ab August 1944 stark an Intensität zu. Zunächst auf den Pisaner Raum beschränkt, dehnten sich die Taten rasch auf die weiter nördlich gelegene Versilia sowie auf das eigentliche Carrara-Massiv der Apuanischen Alpen aus, um dann, Ende September, im Massaker von Marzabotto ihren Höhepunkt zu erreichen. Die Gesamtzahl der Zivilopfer, die durch die SS-Division in Mittel- und Norditalien ermordet wurden, wird auf mindestens 2.000 Tote beziffert.
Bei massiven „Auskämmungen“ zur Zwangsarbeit wurden von der Division von Juli bis Oktober 1944 etwa 20.000 Zivilisten erfasst und zum Teil nach Deutschland verschleppt. Truppen der 16. SS-Panzergrenadier-Division „Reichsführer SS“ waren für die größeren Massaker von Sant’Anna di Stazzema und von Marzabotto (alle 1944) verantwortlich und auch für eine Vielzahl weiterer Taten. Die meisten Kriegsverbrechen wurden unter dem Vorwand der Partisanenbekämpfung verübt, oft während großangelegter Aktionen unter Führung von Kommandobehörden der Wehrmacht. Den Aktionen in Sant’Anna di Stazzema (bis zu 560 Tote, davon 389 identifiziert, am 12. August 1944), dem Massaker von Fivizzano mit 400 Toten beispielsweise allein in zwei Ortschaften Valla (107 Tote am 19. August 1944) und Vinca (etwa 200 Tote am 24. und 25. August 1944) und in Bergiola Foscalina (72 Tote am 16. September 1944) und in Marzabotto (über 770 Tote zwischen dem 29. September und dem 5. Oktober 1944) fielen insgesamt etwa 1.500 Zivilisten zum Opfer. Die SS-Männer trieben – gelegentlich mit Hilfe von italienischen Kollaborateuren – die Dorfbewohner aus ihren Häusern und Gehöften, sammelten sie auf abgeschlossenen Arealen oder in größeren Gebäuden und erschossen sie mit Maschinengewehrsalven oder warfen Handgranaten in die zusammengetriebene Menschenmenge und schossen die Überlebenden nieder. Die Leichen wurden oft verbrannt oder unter den gesprengten Häusern begraben. Opfer waren fast ausschließlich Frauen, Kinder und alte Menschen; Männer im kampffähigen Alter oder gar bewaffnete Partisanen waren selten darunter.
Verschiedentlich wurden Gefangene (bzw. Geiseln) als Reaktion auf Anschläge oder Überfälle durch Partisanen ermordet. So sollen im Zuge sogenannter „Vergeltungsmaßnahmen“ durch die Division etwa 250 Zivilisten bzw. Partisanen getötet worden sein. Anders als bei Massakern in Dörfern waren diese in der Regel erwachsene Männer, aber nur wenige davon tatsächlich aktive Partisanen, beispielsweise in Bardine di San Terenzo (53 Männer am 19. August 1944 hingerichtet), einem Ortsteil von Fivizzano, in Camaiore (35 Tote am 4. September 1944), Carrara (42 Tote am 10. September 1944) und Casalecchio di Reno (18 Tote am 8. und 10. Oktober 1944). Massenhinrichtungen ohne unmittelbaren Bezug zu Partisanenbekämpfungsaktionen oder Partisanenüberfällen fanden am Lago di Massaciuccoli (72 Tote am 11. August 1944) und im Massaker von Massa (150 Tote am 16. September 1944) statt.
Schließlich ist auch eine Anzahl von Aktionen einzelner Soldaten oder kleiner Trupps belegt, die zum Teil als gewöhnliche Verbrechen eingestuft werden können und oft mit dem Ausrauben der Opfer verbunden waren, so im Falle des Vorstehers der jüdischen Gemeinde in Pisa, Giuseppe Pardo Roques (12 Tote am 1. August 1944), bzw. der adeligen Familie Minutoli am 2. September bei Massarosa. Zur Gruppe der „kleineren Massaker“ zählen Erschießungen von Flüchtlingen, die unter anderem bei Monte Pisano stattfanden, so im August 1944 bei San Rossore (9 Tote), Nodica (15 Tote) und bei Migliarino (9 Tote), bei San Giuliano Terme (5 Tote) und bei Santa Maria del Giudice (3 Tote).

### Prozesse
Lange Zeit nach dem Krieg war es still um die Massaker in Norditalien, bis 1994 nach dem Aktenfund im Schrank der Schande die Ermittlungen aufgenommen wurden. Es dauerte einige Jahre, bis die Beteiligten sowie Zeugen und Überlebende der Massaker ermittelt waren. Im Sommer 2004 begann schließlich der Prozess gegen zehn Verantwortliche, unter ihnen auch der damalige Kompaniechef Gerhard Sommer. Ein Jahr später sprach das Militärgericht von La Spezia die Urteile. Gegen die zehn Hauptangeklagten wurde lebenslängliche Haft angeordnet, die aber bis heute nicht vollstreckt wurde. In der Folge dieser Prozesse kam es zu Ermittlungsverfahren auch in Deutschland, die jedoch ohne Anklageerhebung eingestellt wurden.
Hermann Langer, ein SS-Offizier der Division, der maßgeblich am Massaker von Farneta beteiligt war und 2005 von einem Militärgericht in Rom zu lebenslanger Haft verurteilt worden war, lebte danach dennoch unbehelligt als Pensionär in der Nähe von Gießen. Er wurde von Deutschland nicht ausgeliefert, obwohl ein europäischer Haftbefehl vorlag. Er starb im August 2016 im Alter von 96 Jahren in einem Seniorenheim in Linden bei Gießen.
Anfang März 2016 wurde bekannt, dass ein Angehöriger der Division, der damals 22 Jahre alte SS-Unterführer Wilhelm Ernst Kusterer, 2008 in Italien rechtskräftig wegen Totschlags zu lebenslanger Haft verurteilt, im Jahr 2015 von seiner Heimatgemeinde Engelsbrand für besonderes Engagement mit einer Ehrenmedaille ausgezeichnet worden war. Die Ehrung löste in Italien Proteste aus. Ein Ermittlungsverfahren der Staatsanwaltschaft Stuttgart gegen Kusterer wegen Mordverdachts aus dem Jahr 2013 wurde im Juni 2016 eingestellt, da er aufgrund schwerer Pflegebedürftigkeit nicht verhandlungsfähig und weil die Beweislage für eine Verurteilung nicht ausreichend sei.

## Kommandeure
- 23. Februar 1943 bis 31. Juli 1943: SS-Obersturmbannführer Karl Gesele
- 3. Oktober 1943 bis 15. Oktober 1944: SS-Gruppenführer und Generalleutnant der Waffen-SS Max Simon
- 24. Oktober 1944 bis 8. Mai 1945: SS-Oberführer Otto Baum

### Kommandeur- und Abteilungsleiter-Stellenbesetzung, Sommer 1944
- Kommandeur: SS-Gruppenführer Max Simon (geb. 1899)

- Divisionsstab:
  - Führungsabteilung
    - Erster Generalstabsoffizier (Ia) (Operationsabteilung): SS-Obersturmbannführer Ekkehard Albert (geb. 1914)
    - Dritter Generalstabsoffizier (Ic) (Feindlage u. „Bandenbekämpfung“): SS-Obersturmbannführer Helmut Looß (1910–1988)
    - IIa (Adjutant): SS-Hauptsturmführer Kurt-Fritz Mayr (geb. 1911)
    - III (Feldgericht): SS-Hauptsturmführer Alfred Sammer (geb. 1912)

  - Quartiermeisterabteilung
    - Zweiter Generalstabsoffizier (IIa) (Versorgungsabteilung): SS-Sturmbannführer Friedrich Steinbeck (geb. 1907)
    - IVa (Intendantur): SS-Hauptsturmführer Friedrich Paul Knorr (geb. 1914)
    - IVb (Divisionsarzt): SS-Obersturmbannführer Otto Kraus (geb. 1904)
    - VI (Weltanschauliche Schulung und Truppenbetreuung): SS-Hauptsturmführer Hans Christophersen (geb. 1915)

- SS-Panzergrenadier-Regiment 35: SS-Obersturmbannführer Karl Gesele (geb. 1912)
  - I. Btl.: SS-Hauptsturmführer Heinz Müller (geb. 1915)
  - II. Btl.: SS-Hauptsturmführer Anton Galler (1915–1995)
  - III. Btl.: SS-Hauptsturmführer Max Trampler (geb. 1919)
  - IV. Btl.: SS-Untersturmführer Karl Kiesow (geb. 1907)

- SS-Panzergrenadier-Regiment 36: SS-Sturmbannführer Josef Maier (geb. 1914)
  - I. Btl.: SS-Hauptsturmführer Ludwig Gantzer (geb. 1913)
  - II. Btl.: SS-Hauptsturmführer Günther Kaddatz (geb. 1916)
  - III. Btl.: SS-Hauptsturmführer Herbert Vetter (geb. 1912)

- SS-Artillerie-Regiment 16: SS-Obersturmbannführer Martin Stange (geb. 1910)
  - I. Abt.: SS-Hauptsturmführer Paul Heyse (geb. 1914)
  - II. Abt.: SS-Hauptsturmführer Hans Günther (geb. 1912)
  - IV. Abt.: SS-Sturmbannführer Hans-Joachim Zientarski (geb. 1914)

- SS-Panzer-Aufklärungs-Abteilung 16: SS-Sturmbannführer Walter Reder (1915–1991)
- SS-Panzer-Abteilung 16: SS-Hauptsturmführer Karl-Manfred Schmidt (geb. 1912)
- SS-Nachrichten-Abteilung 16: SS-Sturmbannführer Werner Schuhmacher (geb. 1914)
- SS-Flak-Abteilung 16: SS-Hauptsturmführer Erich Hieber (geb. 1914)
- SS-Pionier-Bataillon 16: SS-Sturmbannführer Erwin Lange (geb. 1913)
- SS-Feld-Ersatz-Bataillon 16: SS-Sturmbannführer Heinz-Dietrich Groß (geb. 1910)

### SS-Panzer-Aufklärungsabteilung 16: Offizier-Stellenbesetzung, August–September 1944
- Kommandeur: SS-Sturmbannführer Walter Reder (geb. 1915)
  - Adjutant: SS-Obersturmführer Paul Albers (1919–2009)
  - Ordonnanzoffizier: SS-Untersturmführer Michael Herbst (geb. 1913)
  - Verwaltungsführer: SS-Obersturmführer Ernst Braunschmidt (geb. 1917)
  - Truppenarzt: SS-Hauptsturmführer Fritz Schildbach (geb. 1913)

- 1. Kompanie: SS-Obersturmführer Willfried Segebrecht (geb. 1919)
- 2. Kompanie: SS-Obersturmführer Werner Szillat (geb. 1922)
- 3. Kompanie: SS-Obersturmführer Friedrich Schmidkonz (geb. 1912)
- 4. Kompanie: SS-Obersturmführer Walther Biermann (geb. 1916)
- 5. Kompanie: SS-Obersturmführer Max Saalfrank (geb. 1911)
- Versorgungs-Kompanie: SS-Obersturmführer Ernst Braunschmidt (geb. 1917)

## Bekannte Divisionsangehörige
- Alfred Mathias Concina (1919–2012), war ein verurteilter Kriegsverbrecher
- Karl Gropler (1923–2013), war ein verurteilter Kriegsverbrecher
- Fritz Knöchlein (1911–1949), war ein verurteilter Kriegsverbrecher
- Hermann Langer (1919–2016), war ein verurteilter Kriegsverbrecher
- Artur Pommerenke (1925–2018), war ein Parteifunktionär der DDR-Blockpartei NDPD und von 1953 bis 1990 Vorsitzender des NDPD-Bezirksvorstandes Rostock
- Horst Richter (* 1921, † vor 22. September 2015) war ein verurteilter Kriegsverbrecher
- Heinrich Schendel (1922–2012), ist ein verurteilter Kriegsverbrecher
- Alfred Schöneberg (1921–2006), war ein verurteilter Kriegsverbrecher